# Ръс Хамилтън (покер играч)
Ръс Хамилтън (на английски: Russ Hamilton) е американски покер играч. Той е шампионът в главното събитие на Световните покер серии през 1994 г., побеждавайки Хю Винсент в хедс-ъп игра, спечелвайки $1 милион за първа награда, както и теглото си в сребро. След победата си в Световните серии, Хамилтън служи като консултант на онлайн покер платформата Ултимейт Бет (Ultimate Bet). През 2008 г. комисията по игрите на Канауейк (Kahnawake) установява, че Хамилтън до голяма степен е отговорен за измами срещу играчите на Ултимейт Бет в размер на $6,1 милиона. Той си служел със софтуер, който му позволявал да вижда скритите карти на опонентите. През 2009 г. Канауейк преоценява измамата от $6,1 милиона до $22,100,000.

## Биография
Ръс Хамилтън е роден през 1948 или 1949 г. в Детройт, САЩ. Първоначално Хамилтън посещава колеж в Мичиган и следва степен по електроинженерство, преди един разговор с професор да го накара да реши, че да играе покер за да се прехранва би било по-изгодно. След като играе в незаконни игри в Детройт, той се мести в Лас Вегас на 36-годишна възраст. Там се присъединява към турнирен отбор по блекджек и се радва на успех, но когато турнирите започват да забраняват участието на блекджек професионалисти, той се връща към покера. През 1994 г. той печели гривната от главното събитие на Световните покер серии.
Той също така изобретява Елиминационния Блекджек – турнир произлизащ от блекджек, който бил използван като формат за телевизионното шоу Върховен Блекджек Тур (Ultimate Blackjack Tour).
Последната голяма печалба на Хамилтън идва през 2009 г. в главното събитие на Световния Покер Тур – Карибското приключение на Покерстарс (The PokerStars Caribbean Adventure).
Към 2014 г. общите му печалби от турнири на живо надхвърлят $1,525,000. Неговите осем влизания в парите на Световните покер серии представляват $1,261,940 от тези печалби.

## Измамата с Ултимейт Бет
След като печели гривната си от Световните серии, Хамилтън става експерт в игралната индустрия, включително като консултант на онлайн покер залата Ултимейт Бет, където участва в набирането на някои видни покер играчи, включително Фил Хелмут, с цел популяризиране на сайта. Той печели световни първенства в няколко вида казино игри и основава Върховният Блекджек Тур през 2005 г.
На 29 септември 2008 г., комисията по хазартните игри Канауейк заявява, че е открила ясни и неуспорими доказателства, че между приблизителните дати май 2004 г. и януари 2008 г. Ръс Хамилтън е основното лице, отговорно за множество и спечелило от множество измами в Ултимейт Бет. В крайна сметка покер платформата възстановява общо $22,100,000 на измамените играчи.
През октомври 2008 г. 60 минути излъчват репортаж описвайки Хамилтън и наричайки измамата най-големият скандал в историята на онлайн хазарта. В разследването 60 минути си партнират с Вашингтон Поуст.
През май 2013 г., записано аудио от разговори с ръководството на Ултимейт Бет е пуснато от Травис Макар. Там Хамилтън и други мениджъри са чути да обсъждат скандала и плановете за прикриване на известни заговорници и участници, както и намерението им за намаляване на декларираната или възстановена сума от измамата. Този запис включва признания на Хамилтън като „Взех тези пари и не се опитвам постъпя правилно, така че трябва бързо да го заметем“.

## Световни серии по покер гривни
| Година | Турнир                                          | Награда (US$)    |
| ------ | ----------------------------------------------- | ---------------- |
| 1994 г | $10,000 Световно първенство по холдем без лимит | 1 000 000 долара |